# Mycetophila monstera
Mycetophila monstera är en tvåvingeart som beskrevs av Maximova 2002. Mycetophila monstera ingår i släktet Mycetophila och familjen svampmyggor. Inga underarter finns listade i Catalogue of Life.